# Longnewton
Longnewton är en by och en civil parish i kommunen Borough of Stockton-on-Tees i Durham i England. Orten har 828 invånare (2011).